# Maheriv
Maheriv (în ucraineană Магерів) este o așezare de tip urban din raionul Jovkva, regiunea Liov, Ucraina. În afara localității principale, mai cuprinde și satele Birkî și Velîke Peredmistea.

## Demografie
Componența lingvistică a așezării de tip urban Maheriv
     Ucraineană (99,23%)
     Alte limbi (0,61%)
Conform recensământului din 2001, majoritatea populației așezării de tip urban Maheriv era vorbitoare de ucraineană (99,23%), existând în minoritate și vorbitori de alte limbi.